# Kommunikationsgewerkschaft DPV
Die Kommunikationsgewerkschaft DPV (DPVKOM) ist eine Fachgewerkschaft bei den Unternehmen Deutsche Post AG, Deutsche Telekom AG und Postbank AG. Die weit überwiegende Anzahl ihrer aktiven Mitglieder ist bei der Deutschen Post DHL beschäftigt. Darüber hinaus organisiert die DPVKOM Beschäftigte bei der Deutschen Telekom, bei der mittlerweile zur Deutschen Bank gehörenden Postbank und bei Call-Centern. Die DPVKOM ist Tarifpartner bei der Deutschen Post, der Deutschen Telekom und über die Tarifgemeinschaft mit dem DBV und der komba Gewerkschaft bei der Deutschen Postbank.
Die DPVKOM ist aus dem Deutschen Postverband  (DPV) hervorgegangen. Dieser wurde am 6. Juni 1890 als Verband Deutscher Postassistenten in Berlin gegründet und 1997 auf einem Gewerkschaftstag von Deutscher Postverband in DPVKOM umbenannt. 
Der Sitz des Verbands ist in Bonn. Er hat in der Bundesgeschäftsstelle elf hauptamtliche Mitarbeiter, darunter Referenten für die Bereiche Post/Postbank, Telekom/Call-Center, Tarif/Beamte, Presse, Recht und die Bundesvorsitzende.
Die DPVKOM konzentriert sich auf die Kernbereiche Post, Postbank und Telekom und eine nach ihren Angaben "zukunftsorientierte Berufspolitik". In ihren Aktionen zeigt sie sich immer kritisch gegenüber den Personalabbauplänen bei den Unternehmen. Sie verlangt "innovative und arbeitsplatzsichernde Maßnahmen" von den Unternehmen.
Die DPVKOM gibt für ihre Mitglieder die regelmäßig erscheinende Fachzeitschrift DPVKOM Magazin (ISSN 1438-0633) heraus. Als weitere Leistungen werden zudem ein Schutz bei Schadenersatzforderungen des Arbeitgebers bei Unfällen mit dem Dienstfahrzeug, das weitergehende Schutzpaket DPVKOM-mobil, eine Schlüsselversicherung (fremde und dienstlich bzw. beruflich überlassene Schlüssel und Codekarten), eine weltweite Freizeitunfallversicherung, Unterstützung im Sterbefall und in Notfällen, Streikgeld, Seminare sowie Betriebs- und Personalräteschulungen angeboten.
Die Rechtsberatung wird von der Dachorganisation dbb beamtenbund und tarifunion übernommen.